# Gloster Gamecock
De Gloster Gamecock was een Brits eenmotorig jachtvliegtuig, gebouwd door de Gloster Aircraft Company. Het was een eenpersoons tweedekker, voorzien van een Bristol Jupiter Series VI stermotor. Het toestel werd gebruikt door de Royal Air Force en de Finse luchtmacht en, in een versie voor gebruik vanaf vliegdekschepen, door de Japanse Keizerlijke Marine.
De Gamecock was ontwikkeld uit de Gloster Grebe Mk III en vloog voor het eerst in februari 1925. Het voornaamste verschil met de Grebe was de motor; in plaats van de onbetrouwbare Armstrong Siddeley Jaguar was de Gamecock uitgerust met een Bristol Jupiter negencilindermotor. De twee Vickers-machinegeweren waren nu in de romp ingebouwd en vuurden doorheen de propeller.
Van de eerste versie, de Mark I, werden 90 exemplaren gebouwd voor de RAF. Het toestel had een vrij korte loopbaan bij de RAF, mede door het grote aantal ongevallen. 22 toestellen gingen verloren in ongevallen bij de landing of in tolvluchten. No 23 Squadron was de eerste en tevens de laatste RAF-eenheid die met Gamecocks vloog, van mei 1926 tot juli 1931 toen het overschakelde op Bristol Bulldogs.
Om aan de tekortkomingen te verhelpen bouwde Gloster de verbeterde Gamecock Mk II. De Mk II werd niet door de RAF besteld maar Gloster sleepte wel een bestelling in de wacht van de Finse luchtmacht. Gloster bouwde drie Mk II Gamecocks die naar Finland werden geëxporteerd, en 15 exemplaren werden vanaf 1928 in licentie gebouwd in Finland. De Finse Gamecocks werden aangedreven door een Gnome-Rhône Jupiter, die iets minder krachtig was dan de Bristol Jupiter.
Gloster ontwikkelde op eigen initiatief een versie voor gebruik vanaf vliegdekschepen, de Gambet. Die werd door de Japanse Keizerlijke Marine geselecteerd en in licentie gebouwd in Japan als de Nakajima A1N.